# HD 160765
HD 160765，又名BD+15 3246，SAO 103020、HR 6589，是一颗恒星，视星等为6.34，位于銀經39.15，銀緯22.25，其B1900.0坐标为赤經17h 36m 39.8s，赤緯+15° 22.25′ 47″。